# Société royale belge de géographie
Pour les articles homonymes, voir Société de géographie (homonymie).
La Société Royale Belge de Géographie (SRBG) est une société savante consacrée aux sciences géographiques qui a été fondée à Bruxelles le 27 août 1876 par le savant géographe Jean Du Fief.
Elle avait comme modèle la Société de géographie de Paris fondée en 1821.
Lors de sa création, elle portait le nom de Société belge de Géographie et, en 1882, le roi Léopold II autorisa la société à porter l'adjectif "royal".
Elle fut fondée, sous l'impulsion du roi Léopold II à l'occasion de la Conférence géographique de Bruxelles qui ouvrit ses sessions quelques jours plus tard.
Son premier président fut Henri Emmanuel Wauwermans.
Elle compta rapidement un millier de membres, savants, militaires, industriels, fonctionnaires ouverts au monde, à une époque où un grand élan poussait les pays européens vers la découverte de grands espaces.
Elle remplissait ainsi en Belgique le rôle qu'avaient les diverses sociétés de géographie d'Europe et des États-Unis.
Adolphe Burdo, membre de la Société royale belge de géographie, publie des extraits des rapports des voyageurs de l’Association internationale africaine,  fondée aussi  en 1876 par le roi Léopold. l’Association s’étant donné pour but de relier la côte orientale d’Afrique à l’océan Atlantique par des stations allant de Zanzibar au Lac Tanganyika et de Nyangwé à l’embouchure du Congo, elle envoie Adolphe Burdo en mission au Congo en 1880.
Toutefois, vers 1960, la société de géographie ne parvenant pas à se maintenir comme société savante indépendante, composée à la fois d'amateurs et de scientifiques, subit le sort d'autres sociétés bruxelloises comme la Société royale d'archéologie de Bruxelles, et au lieu d'être encouragée par les pouvoirs publics ou par une action en faveur de la science citoyenne, elle fut récupérée par l'Université libre de Bruxelles, désireuse d'exercer son influence et son hégémonie intellectuelle, qui la transforma en revue scientifique de haut niveau et en plate-forme pour publier les travaux de ses étudiants et défendre ses thèses. Elle a désormais son siège à l'institut de géographie de cette université.

## Publication
La société publia dès sa fondation en 1876 un bulletin :
- Bulletin de la Société Belge de Géographie de 1876 à 1881.
- Bulletin de la Société Royale Belge de Géographie de 1882 à 1961.
- Revue belge de géographie de 1962 à 1999. Après 1962, les autorités de l'ULB lui donnèrent le titre plus général de Revue belge de géographie, ne mentionnant plus la Société Royale, puis en 1999 mirent un terme à sa publication, mettant ainsi une fin à l'épopée d'une revue qui avait marqué dans l'histoire.

## Ses activités
- Elle encouragea des expéditions en organisant des conférences pour favoriser l'œuvre de Henry Morton Stanley en 1878 et 1890.
- Elle organisa une souscription publique pour l'expédition antarctique d'Adrien de Gerlache à bord de la Belgica en 1896.
- Elle a offert un prix pour récompenser l'expédition scientifique belge au Ruwenzori en 1933.